# فرانک لوبین
فرانک لوبین (به لیتوانیایی: Pranas Jonas Lubinas) (زاده ۷ ژانویهٔ ۱۹۱۰ درگذشته ۸ ژوئیهٔ ۱۹۹۹) یک بازیکن بسکتبال اهل ایالات متحده آمریکا بود.